# Homme-orchestre

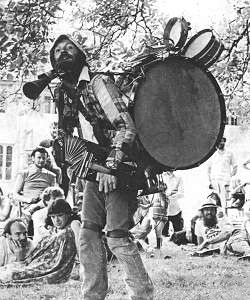
Vic Ellis du Sussex.

Un homme-orchestre (appelé par extension one-man band), ou femme-orchestre au féminin, est un musicien, ou musicienne, ambulant(e) jouant simultanément de plusieurs instruments, attachés sur différentes parties de son corps. De manière plus contemporaine, le one-man band fait référence à un artiste jouant seul de plusieurs instruments sur scène ou en studio ; c'est le cas d'artistes issus de certains genres musicaux comme le rock ou la musique électronique.

## Terminologie
Le terme d'« homme-orchestre » renvoie à une image folklorique de la profession, qui fait référence à un artiste de rue jouant de plusieurs instruments, attachés sur différentes parties de son corps. Le terme contemporain de « one man-band », — qui signifie littéralement « groupe à lui tout seul », et plus communément « homme à tout faire » — renvoie entre autres à la « formule low-cost du groupe de rock », c'est-à-dire qu'« il joue seul ».

## Caractéristiques
L'homme-orchestre peut jouer jusqu'à quatre instruments simultanément, dont des percussions qui comportent elles-mêmes différents composants (grosse caisse, caisse claire, cymbale...). Les percussions sont généralement actionnées par les bras et les jambes. La qualité du spectacle découle de la capacité de l'artiste à gérer l'ensemble de ses instruments simultanément et à assurer un spectacle à lui seul. Certains hommes-orchestres ont acquis une certaine célébrité, comme Solsirépifpan, premier homme-orchestre de Paris. Dans les années 1970, l'Alsacien Rémy Bricka, également chanteur, a connu le succès,  notamment avec le titre La Vie en couleurs en 1976.
Un one-man band est un artiste qui joue seul de plusieurs instruments (en même temps ou non) sur scène devant un public, ou en studio d'enregistrement. L'un des premiers exemples d'artistes de ce genre est Klaus Schulze, qui jouait en 1977 sur la scène du London Planetarium ; il jouait du synthétiseur, et programmait des boîtes à rythmes de sorte à ce qu'elles jouent toutes seules.